# Tweede Slag om Fort Wagner
De Tweede Slag om Fort Wagner vond plaats op 18 juli 1863 op Morris Island nabij Charleston tijdens de Amerikaanse Burgeroorlog. De Noordelijke troepen onder leiding van brigadegeneraal Quincy Gillmore openden de tweede aanval op Fort Wagner. Dit gebeurde één week na de Eerste Slag om Fort Wagner op 11 juli 1863.
De 54th Massachusetts, een infanterieregiment samengesteld uit Afro-Amerikaanse soldaten, leidde de aanval in de vroege ochtend van 18 juli. Het regiment werd ondersteund door verschillende andere regimenten uit Connecticut, Pennsylvania, New Hampshire, Ohio en New York die deel uitmaakten van Gillmore’s brigade. De eenheden slaagden erin om de schansen op te klimmen, maar werden na hevige gevechten terug geslagen. Kolonel Robert Gould Shaw van de 54th sneuvelde. Dankzij de dapperheid van deze Afro-Amerikaanse soldaten groeide het respect voor hen. Daarna melden veel Afro-Amerikaanse mannen zich vrijwillig voor militaire dienst.
1.515 Noordelijke soldaten werden gedood, gewond of gevangengenomen. De Zuidelijken telden 174 slachtoffers.
Na de Noordelijke nederlaag werd het fort verder belegerd. De Zuidelijken verlieten het fort na een bombardement van 60 dagen op 17 september 1863

## Bron
- National Park Service - Fort Wagner/Morris Islands

 Fort Sumter · Santa Rosa Island · Fort Pulaski · Forten Jackson en St. Philip · New Orleans · Secessionville · Simmon's Bluff · Tampa · Baton Rouge · 1ste Donaldsonville · St. John's Bluff · Georgia Landing · 1ste Fort McAllister · Fort Bisland · Irish Bend · Vermillion Bayou · 1ste Charleston Harbor · 1ste Fort Wagner · Grimball's Landing · 2de Fort Wagner · 2de Charleston Harbor · 2de Fort Sumter · Plains Store · Port Hudson · LaFourche Crossing · 2de Donaldsonville · Kock's Plantation · Stirling's Plantation · Fort Brooke · Gainesville · Olustee · Natural Bridge